# 黒島 (愛媛県伊方町)

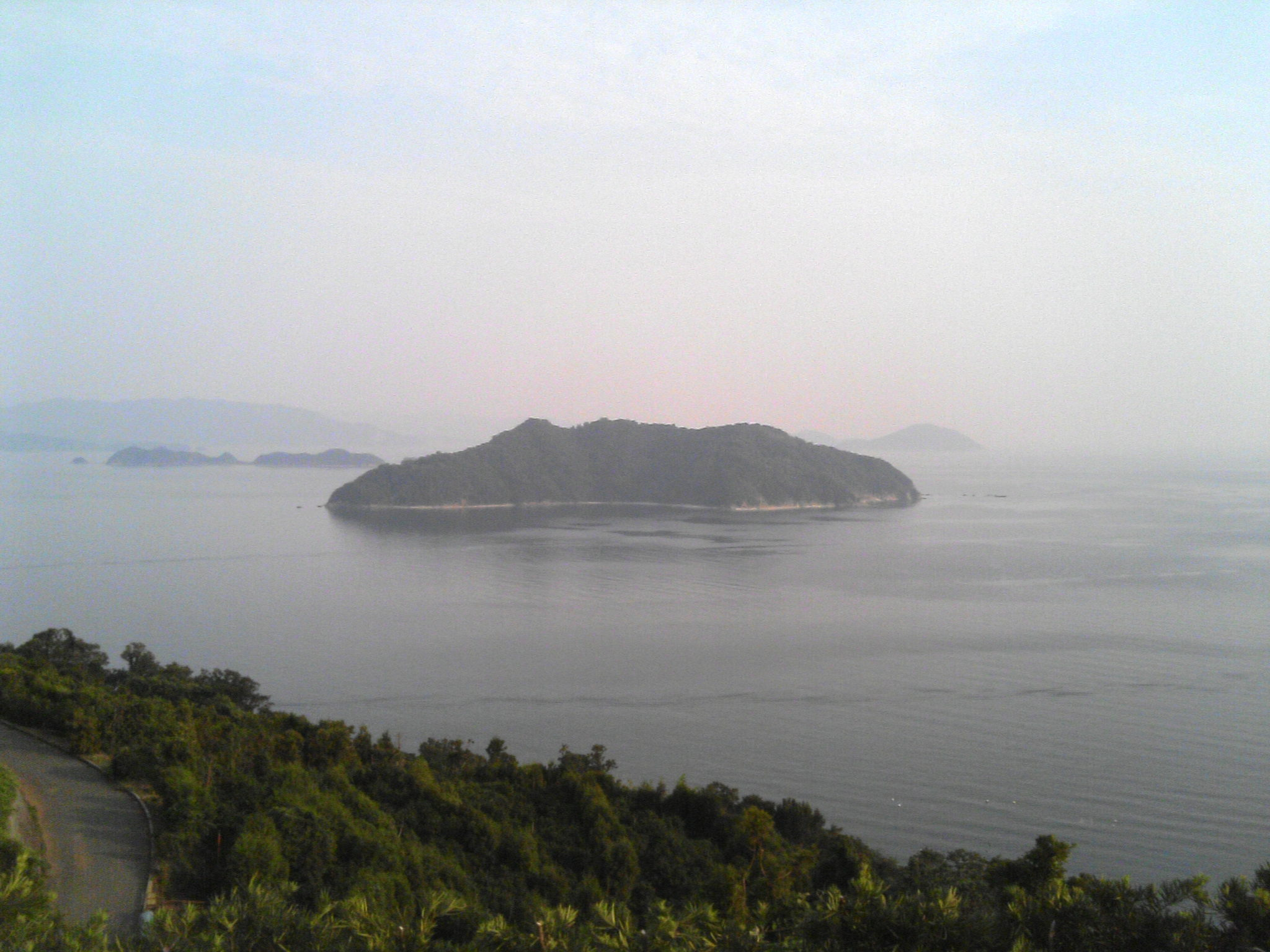

黒島（くろしま）は、愛媛県西部の宇和海にある無人島。全島が伊方町に属している。

## 鼠の伝説
黒島については『古今著聞集』にこう書かれている。
| 「 | 安貞の比（ころ）、伊与国矢野保のうちに、黒嶋といふしまあり。人里より一里ばかりはなれたる所なり。かしこに、かつらはざまの大工といふあみ人あり。魚をひかむとてうかがひありきけるに、魚のある所夜ひかりてみゆるに、彼嶋のほとりの磯ごとに、をびたたしくひかりければ、よろこびてあみをおろして引たりけるに、魚はつやつやなくて、そこばくのねずみを引あげて侍りけり。そのねずみひきあげられて、みなちりぢりににげうせにけり。大工あきれてぞありける。ふしぎの事也。すべて彼嶋には、ねずみみちみちて、畠（はたけ）の物などをも、みなくひうしなひて、当時までも、えつくり侍らぬとかや。くがにこそあらめ、海の底までねずみの侍らん事、まことにふしぎにこそ侍れ。 | 」 |

座標: 北緯33度27分22秒 東経132度20分55秒 / 北緯33.45611度 東経132.34861度